# Острова Анжу
Острова́ Анжу́ (якут. Анжу арыылара) — центральная и наиболее крупная группа островов Новосибирского архипелага. Включают острова Котельный, Новая Сибирь и Бельковский. Общая площадь составляет около 29 тыс. км². Входят в состав охранной зоны Государственного природного заповедника «Усть-Ленский».

## Описание
Названы в честь русского исследователя Арктики Петра Анжу, изучавшего эти острова в 1821—1823 годах. Иногда также именуются собственно Новосибирскими островами.
Острова открыты промышленниками Иваном Ляховым в 1772—1773 годах (Котельный) и Яковом Санниковым в 1805 году (Фаддеевский, Столбовой).
Рельеф преимущественно равнинный, высотой до 60—80 м. Наивысшая точка — гора Малакатын-Тас (361 м) на острове Котельном.